# Paratvidenspil
Paratvidenspil er bræt- eller computerspil, hvor der dystes i almen viden.
Eksempler på danske paratvidenspil:
- Alverdens viden
- Bezzerwizzer (Dansk produceret spil med 5000 spørgsmål i 20 kategorier)
- Danmarksmester
- Hvem vil være millionær? (baseret på tv-programmet af samme navn)
- Jeopardy! (baseret på tv-programmet af samme navn)
- Stifinder (baseret på tv-programmet af samme navn)
- Trivial Pursuit (verdens mest solgte paratvidenspil)
- Kend Din Viden (Udviklet og skabt af en dansker)